# Cuisine portugaise
 (avril 2017).
Si vous disposez d'ouvrages ou d'articles de référence ou si vous connaissez des sites web de qualité traitant du thème abordé ici, merci de compléter l'article en donnant les références utiles à sa vérifiabilité et en les liant à la section « Notes et références ».
 (avril 2017).
La cuisine portugaise est la cuisine traditionnelle du Portugal. 
L'influence de l'océan Atlantique (produits de la mer), la tradition méditerranéenne (pain, vin, huile d'olive, agrumes) et les saveurs rapportées des anciennes colonies (épices), viennent enrichir les plats à base de viandes (sauvages ou d'élevage) et de légumes.
Le climat et la géographie variée permettent l'acclimatation de nombreux végétaux venus de tous les continents.

## Histoire
Les chasseurs-cueilleurs nomades néandertaliens sont les premiers hommes à s'établir sur ce territoire, qui deviendra en 1139 le Portugal, pays dont les frontières n'ont pas changé depuis.
Utiliser les ressources locales en fonction des saisons, organiser la conservation des aliments, s'adapter aux civilisations avec lesquelles le territoire est partagé, sont les fondements de la cuisine, mais ici, les influences seront très variées puisque des Ibères aux Phéniciens, des Celtes aux Romains, des peuples scandinaves aux Méditerranéens, c'est un mélange qui va s'enrichir au fil des siècles.
Et quand l'homme occidental cherchera des routes à la mesure des nouveaux besoins économiques, ce sera de la pointe de Sagres que les bateaux partiront, emmenant dans leurs cales des provisions sur pied, salées ou fumées, et revenant avec les épices et le sucre et, plus tard, le maïs, la pomme de terre, le haricot, la tomate ou le poivron.
Différents peuples ayant occupé le pays à travers le temps, mais aussi par l'apport des colonies, ou encore par l'agriculture locale. en effet été occupé par les Romains et les Maures[pas clair]. Des Maures sont venus les figues, les amandes, les agrumes, ainsi que d'autres produits.
Des Romains sont venus les olives, le vin, ainsi que d'autres ingrédients. Les Portugais doivent aussi leur cuisine à l'influence de nouvelles cultures et civilisations, découvertes lors des différents voyages maritime du XVe et XVIe siècles, et de l'exploitation de ses colonies.
Vasco de Gama a ramené de chacune de ses nombreuses escales de nouvelles saveurs, épices, céréales, fruits, légumes et graines diverses.

## Ingrédients
Parmi les ingrédients les plus utilisés et typiques :
- la cannelle ;
- les graines de lupins (tremoços) que l'on mange en apéritif ;
- l'huile d'olive ;
- le laurier qui vient parfumer riz, viande et poisson ;
- le piri-piri, un piment que l'on utilise pour les grillades, ou encore les sauces.

Ce sont là quelques-uns des produits que l'on trouve sur tous les marchés du Portugal.
La gastronomie du Portugal a également pour base les produits de la mer. Le Portugal est en effet très riche en poissons et fruits de mer. Mais il produit également de la viande de haute qualité :
- le bœuf barrosã, originaire du Minho (espèce autochtone au Portugal) ;
- les chèvres et moutons de la Serra da Estrela (espèces uniques) ; il en existe aussi dans d'autres régions du Portugal ;
- le cochon, dont le porco Bisaro et le porco alentejano porc ibérique, aux lointaines origines celtes et phéniciennes, qui bénéficie d'une IGP et d'une DOP.

Il existe une multitude de desserts. Les couvents ayant la charge de préparer les hosties avec les blancs d’œufs, on utilisait les jaunes restants auxquels on ajoutait du sucre et le mélange était utilisé pour la création de pâtisserie.
La culture de la canne à sucre s'implanta à Madère dès le XVe siècle.

## Recettes

### Entrées
- Amêijoas à bolhão pato : plat à base de palourdes napées d'une sauce à base d'huile d'olive, d'ail, de coriandre, de sel et poivre et parfois de vin blanc sec
- Amêijoas na cataplana : plat à base de perdrix, de fruits de mer, de viande émincée, de tomates, de poivrons et de vin blanc
- Caracóis à Algarvia : plat à base de coquillages, de poivrons, de tomates et de pommes de terre
- Croquetes de carne : croquettes de viande
- Empadas de galinha : empadas à base de viande de poulet et de chorizo

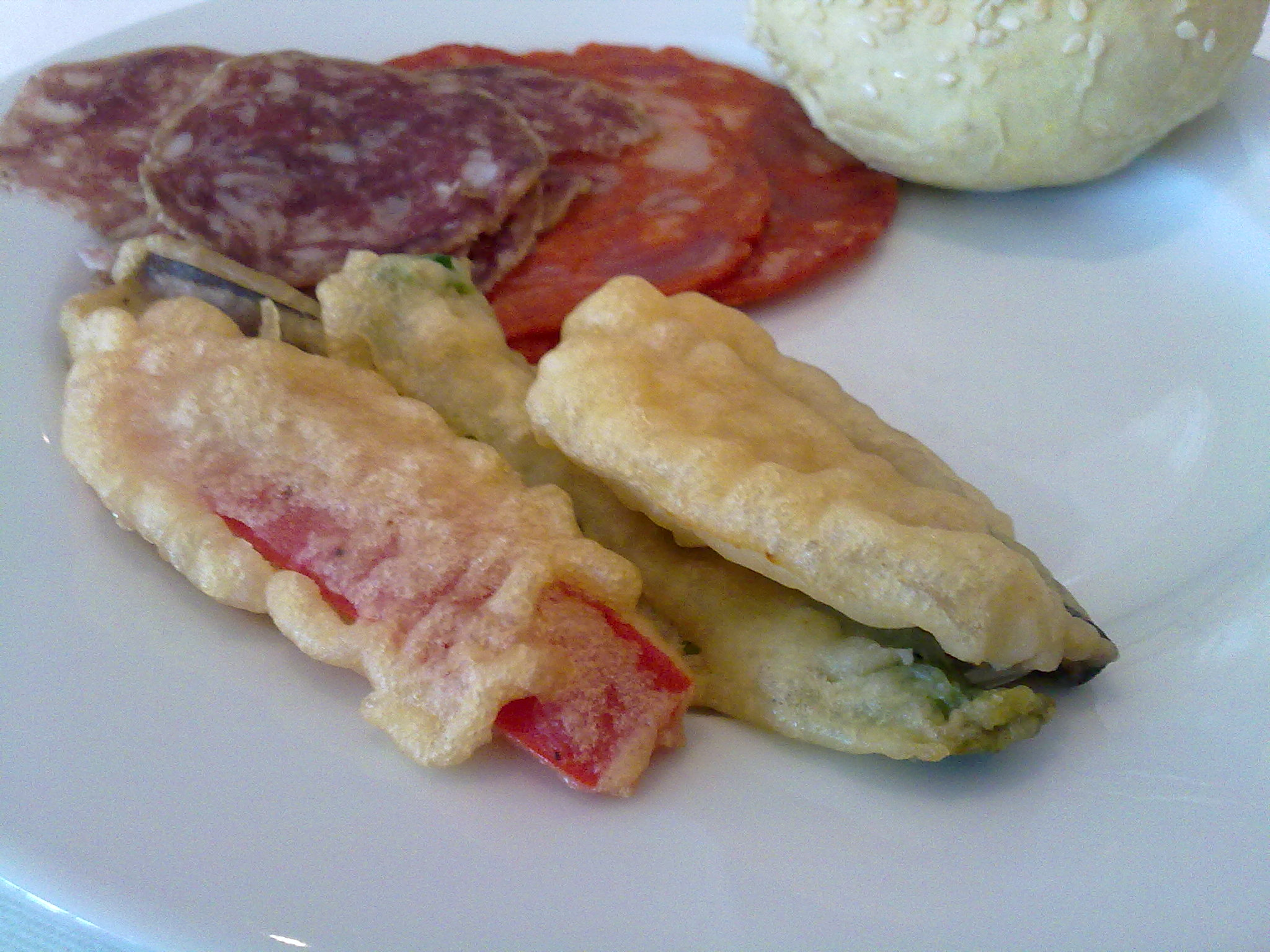
Assortiment de peixinhos da horta.

- Pastéis de bacalhau (acras de morue)
- Peixinhos da horta
- Rissóis de camarão
- Rissóis de carne
- Rissóis de peixe
- Salada de moelas
- Salada de polvo

### Poissons

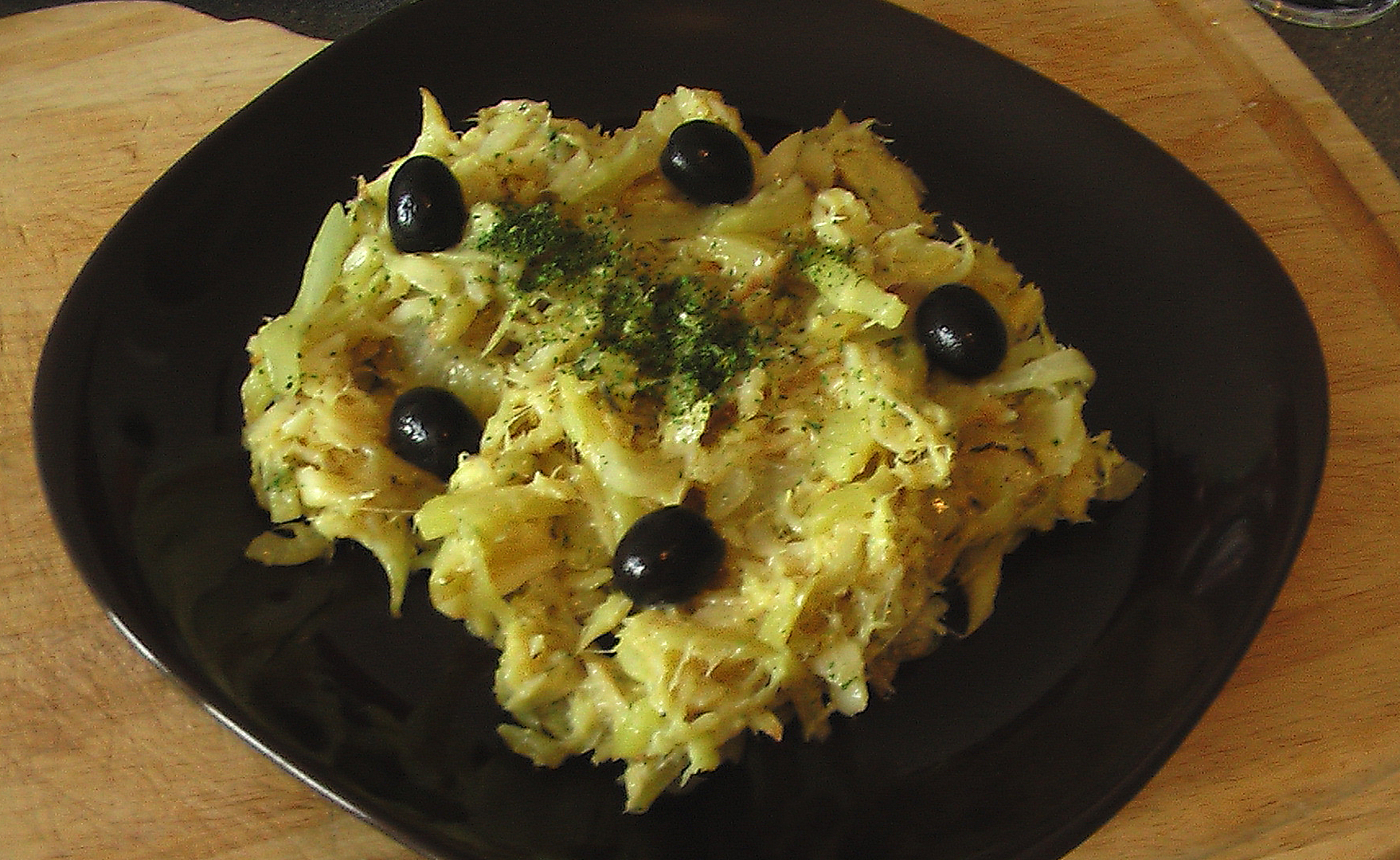
Bacalhau à Brás.

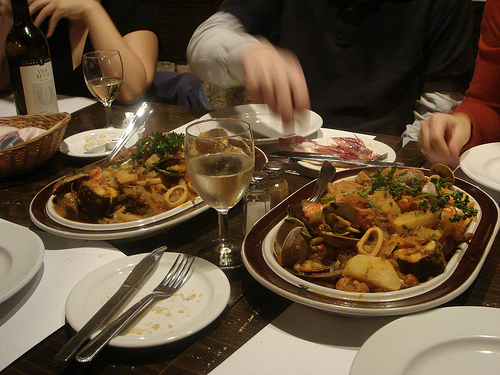
Une caldeirada.

- Açorda de Sável
- Arroz de Safio
- Arroz de Tamboril
- Arroz á Valenciana
- Bacalhau à Brás
- Bacalhau no forno
- Bacalhau à Gomes de Sá
- Bacalhau á Lagareiro
- Bacalhau com natas
- Bacalhau á la riojana
- Bacalhau á Sargento
- Bacalhau à Zé do Pipo
- Bife de Atum
- Bolinho de bacalhau
- Caldeirada
- Caldeirada de bacalhau
- Carapaus alimados
- Raia Alhada

### Viandes
- Arroz de cabidela
- Arroz de Pato
- Cabrito Assado no Forno
- Carne de porco à alentejana
- Carne de Porco em Vinha de Alhos
- Chanfana
- Coelho Bêbado
- Coelho à Caçador

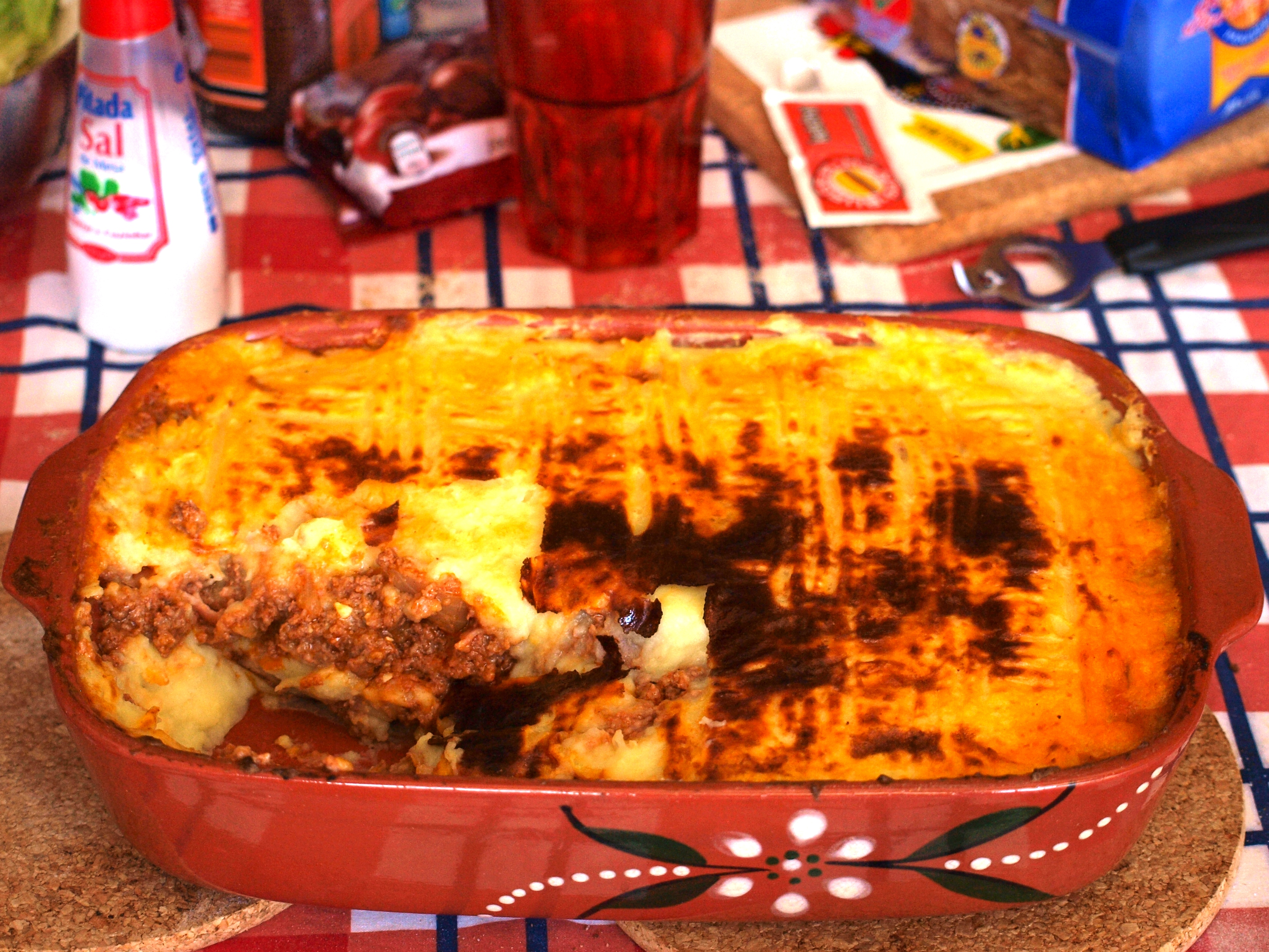
Empadão.

Perna de carneiro no tacho

- Cozido à portuguesa (voir Pot-au-feu)
- Empadão
- Espetada da Madeira
- Feijoada à Portuguesa
- Feijoada à Transmontana
- Frango Assado
- Frango Cerejado
- Frango na púcara
- Leitão à Bairrada
- Lombinhos de porco com Conquilhas
- Perdiz com amêijoas na cataplana (perdrix aux palourdes)
- Perna de borrego no tacho à Tavirense
- Perna de carneiro no tacho
- Rojões
- Salsichas em Couve Lombarda
- Tripas à Moda do Porto

### Soupes

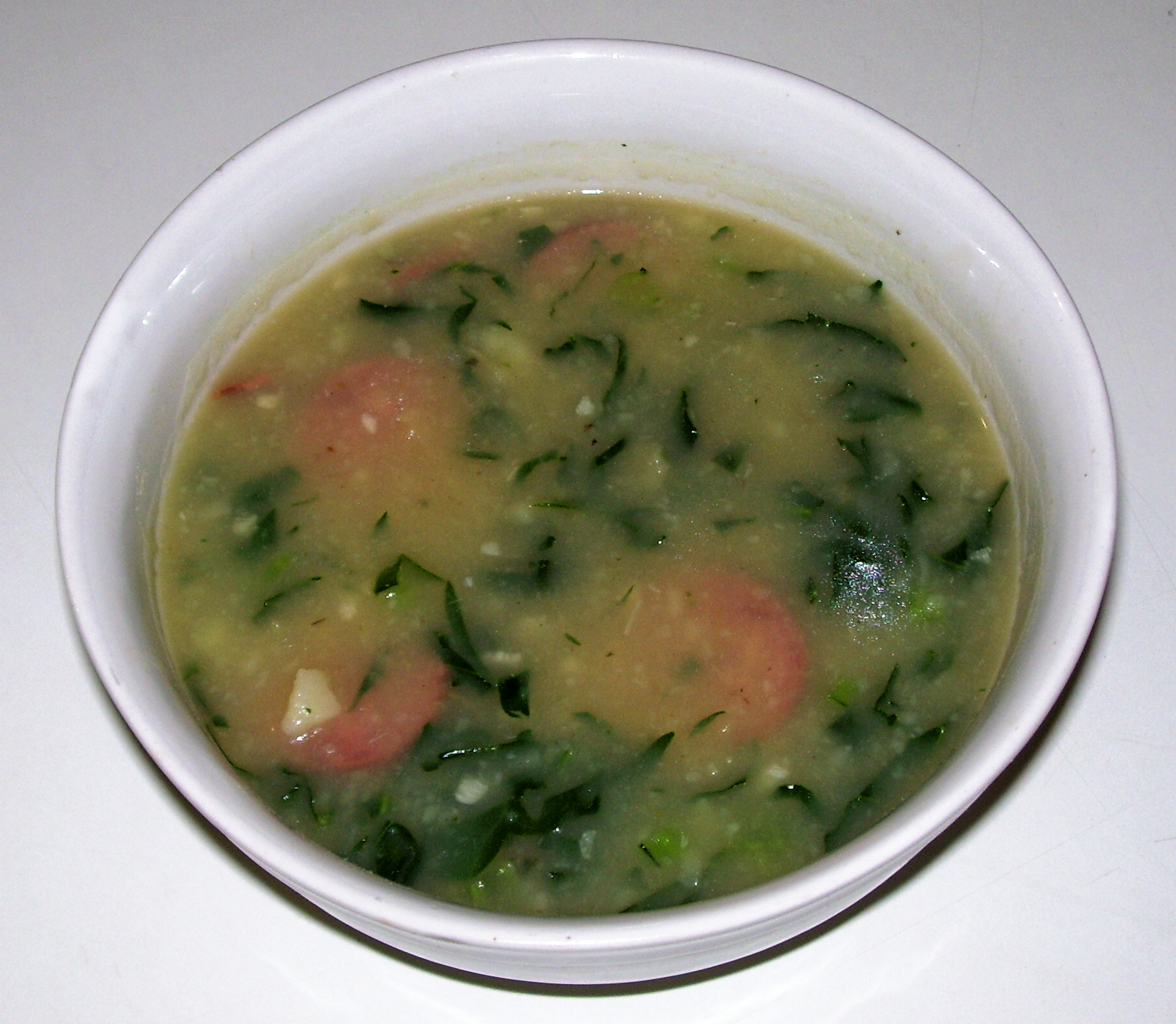
Caldo verde

- Caldo verde
- Canja de galinha
- Crème de légumes
- Sopa de legumes
- Sopa da Pedra
- Gaspacho alentejo

### Desserts

#### Gâteaux
- Bolo de Abacaxi
- Bolo de abobora chila e amêndoa
- Bolo de mel
- Bolo Mimoso
- Bolo-Podre
- Bolo Rei (couronne des rois)
- Cericaia
- Folar
- Guardanapos
- Molotof
- Morgado de Amêndoas
- Morgado de Figo
- Pão-de-Ló
- Torta de Amêndoa
- Torta de Laranja

#### Pâtisseries
- Aletria (pate sucrée)
- Arroz doce (riz au lait)
- Baba de Camelo
- Bola de Berlim (boule de Berlin)
- Bolinhos do Algarve
- Bolo de arroz (gâteau de riz)
- Bolo de laranja
- Brisas do Lis de Leiria
- Broa de mel
- Cavacas

Pastéis de nata, dits pastéis de Belém.

- Clarinhas de faon (gâteau à la citrouille)
- Doce de Ovos de l'Algarve
- Dom Rodrigos
- Farófias
- Fatias Douradas
- Figos Cheios
- Filhozes
- Lampreia de Ovos
- Leite Creme
- Merengues
- Ovos Moles d'Aveiro
- Papos de Anjo
- Pasteis de Feijão
- Pasteis de Tentúgal
- Pastéis de Nata (Pastéis de Belém)
- Queijadas de Sintra
- Queijinhos do Céu
- Quejadas de Laranja
- Rabanadas
- Trouxas de Ovos
- Travesseiros de Sintra

#### Puddings
- Pudim
- Pudim Abade de Priscos
- Pudim Caseiro
- Pudim chinês
- Pudim Flan
- Pudim de Laranja
- Pudim de Leite
- Pudim de Papaia
- Toucinho do céu

### Fromages

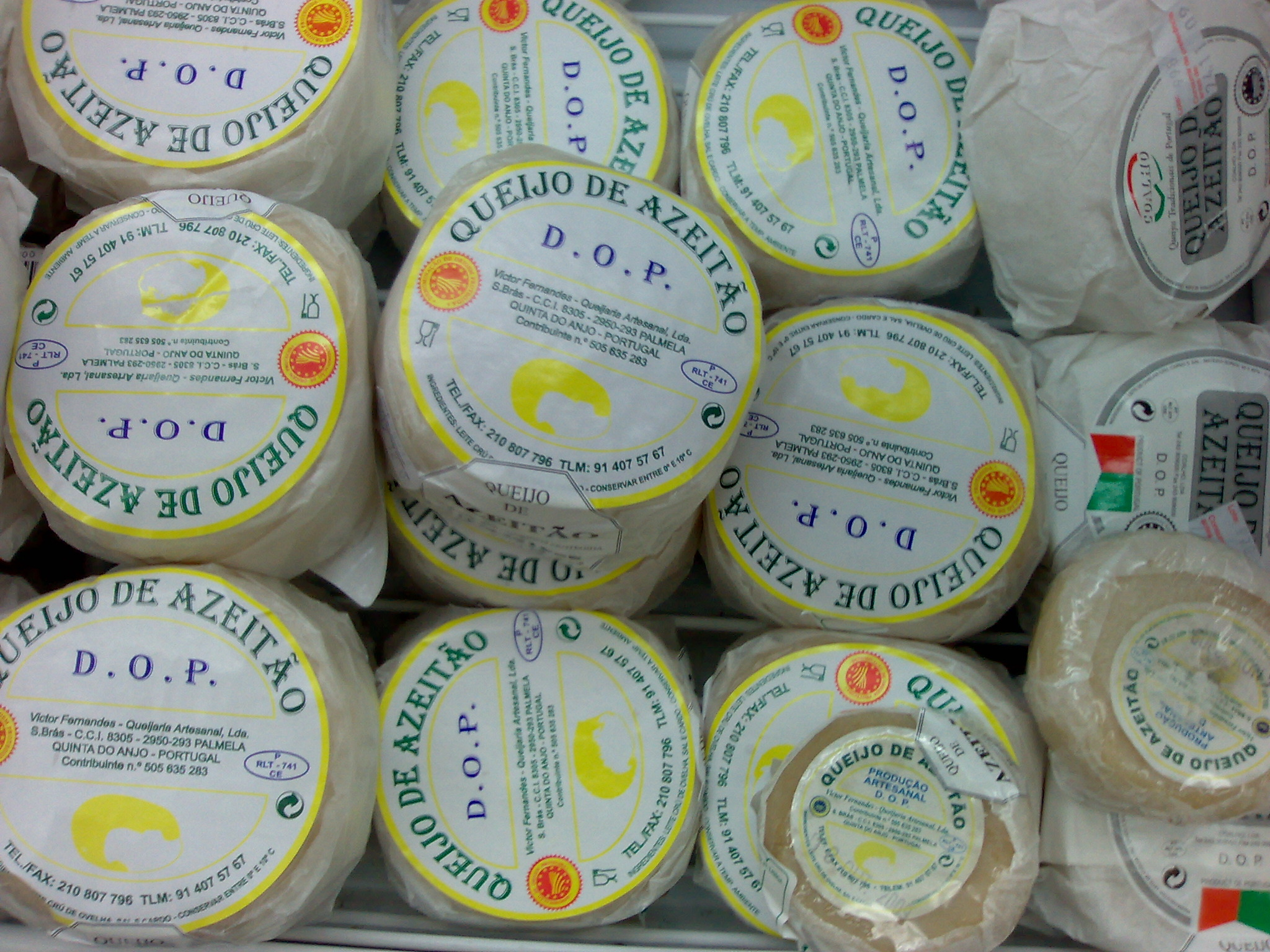
Fromages d'Azeitão

- Queijo de Azeitão
- Queijo de Castelo Branco
- Queijo de Évora
- Queijo da ilha de São Jorge
- Queijo de Nisa
- Queijo do Pico
- Queijo de Serpa
- Queijo da Serra

### Charcuterie

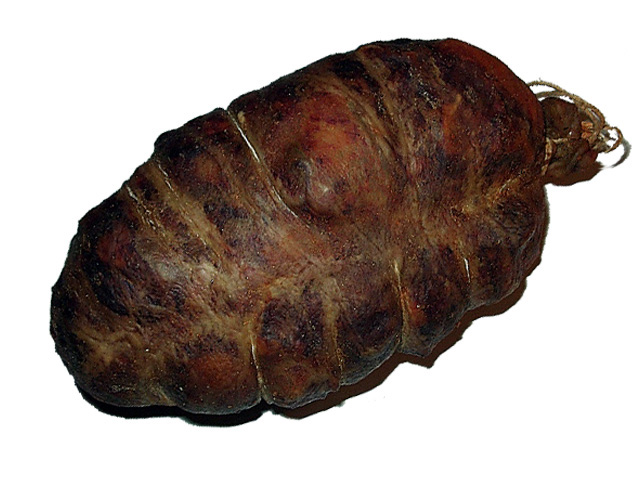
Bucho

- Alheira
- Bucho
- Cacholeira
- Chouriço de Mel
- Chouriço Mouro
- Chouriço Portalegre
- Chouriço Serrano
- Chouriço de Vinhais
- Farinheira
- Linguiça Portalegre
- Lombo Branco de Portalegre
- Lombo enguitado de Portalegre
- Morcela
- Morcela de Arroz
- Morcela de assar de Portalegre
- Painho de Portalegre
- Presunto Barrancos
- Presunto Barrozo
- Salpicão de Vinhais

### Boissons

#### Vins

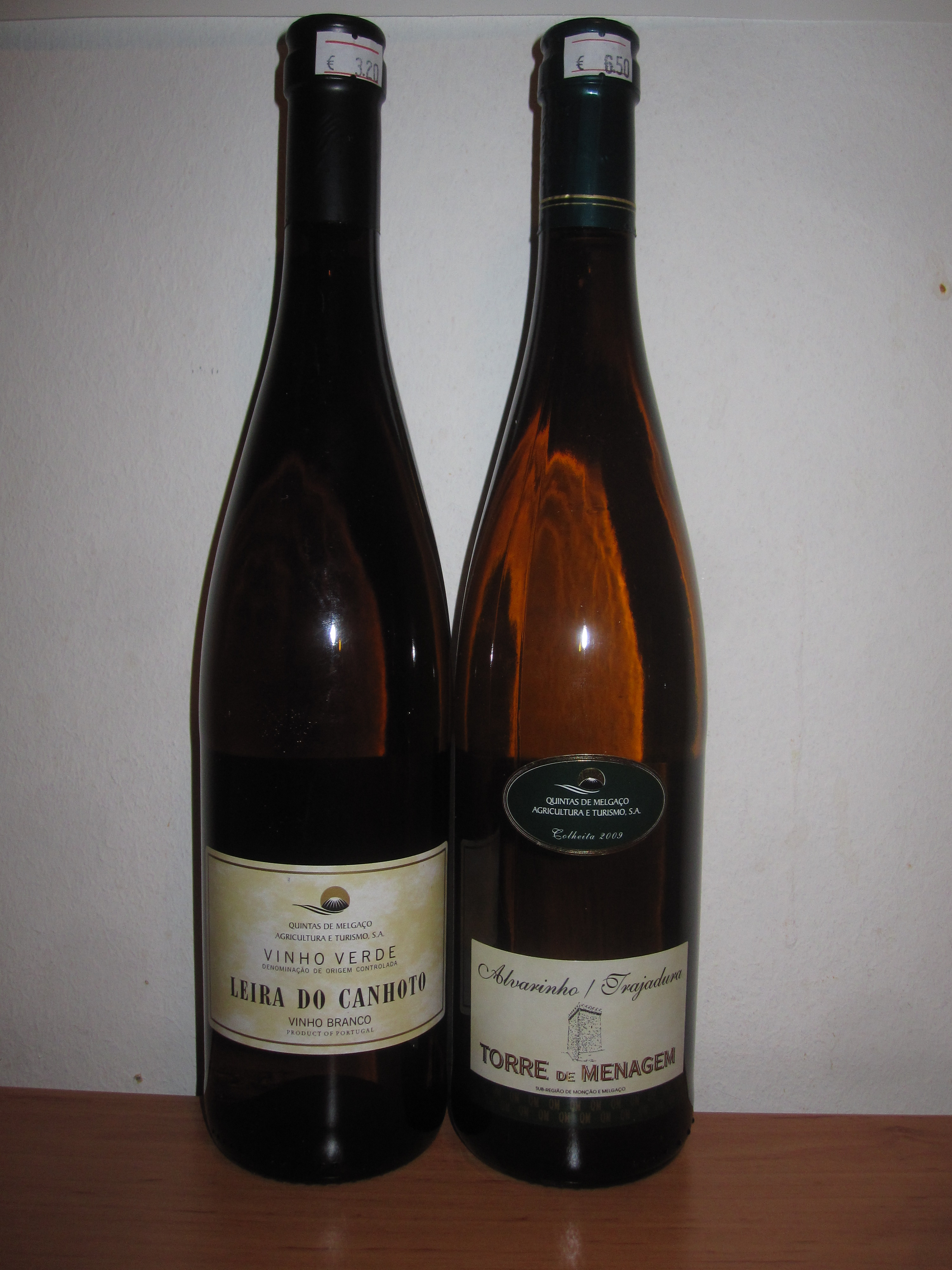
Vinho verde de Moncão et Melgaço.
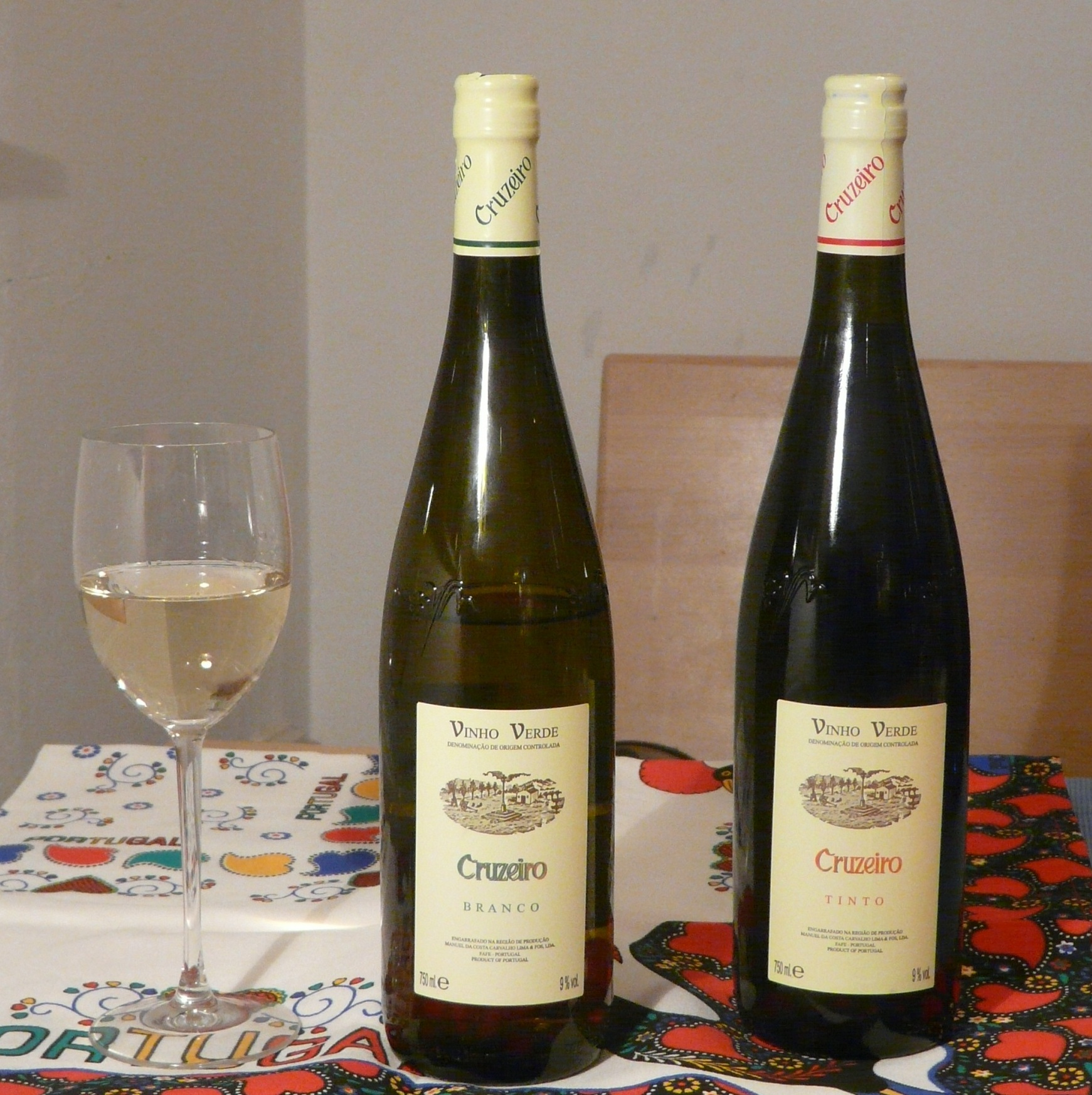
Vinho verde blanc et rouge.

- Carcavelos (DOC)
- Colares (DOC)
- Lagoa (DOC)
- Lagos (DOC)
- Muscat de Setúbal (DOC)
- Palmela (DOC)
- Portimão (DOC)
- Tavira (DOC)
- Vinho da Muralhas
- Vinho verde (DOC)

#### VDL (vin de liqueur)

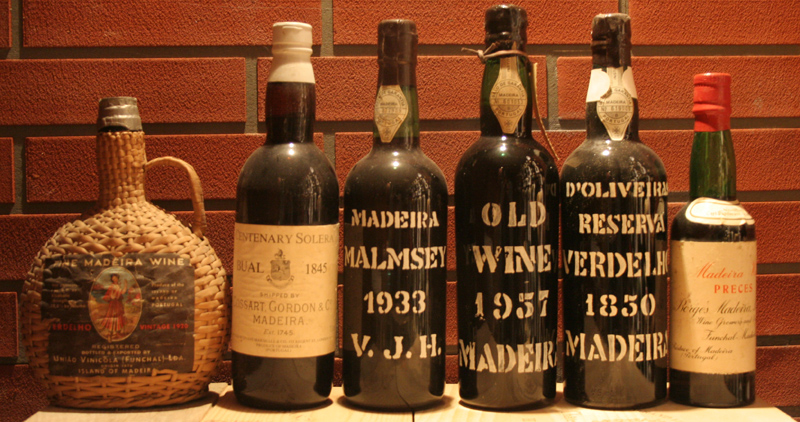
Différentes bouteilles de madère.

- Casal Garcia
- Gatão
- Licor Beirao
- Madère (DOC)
- Mateus
- Moscatel
- Porto (DOC)

#### Spiritueux

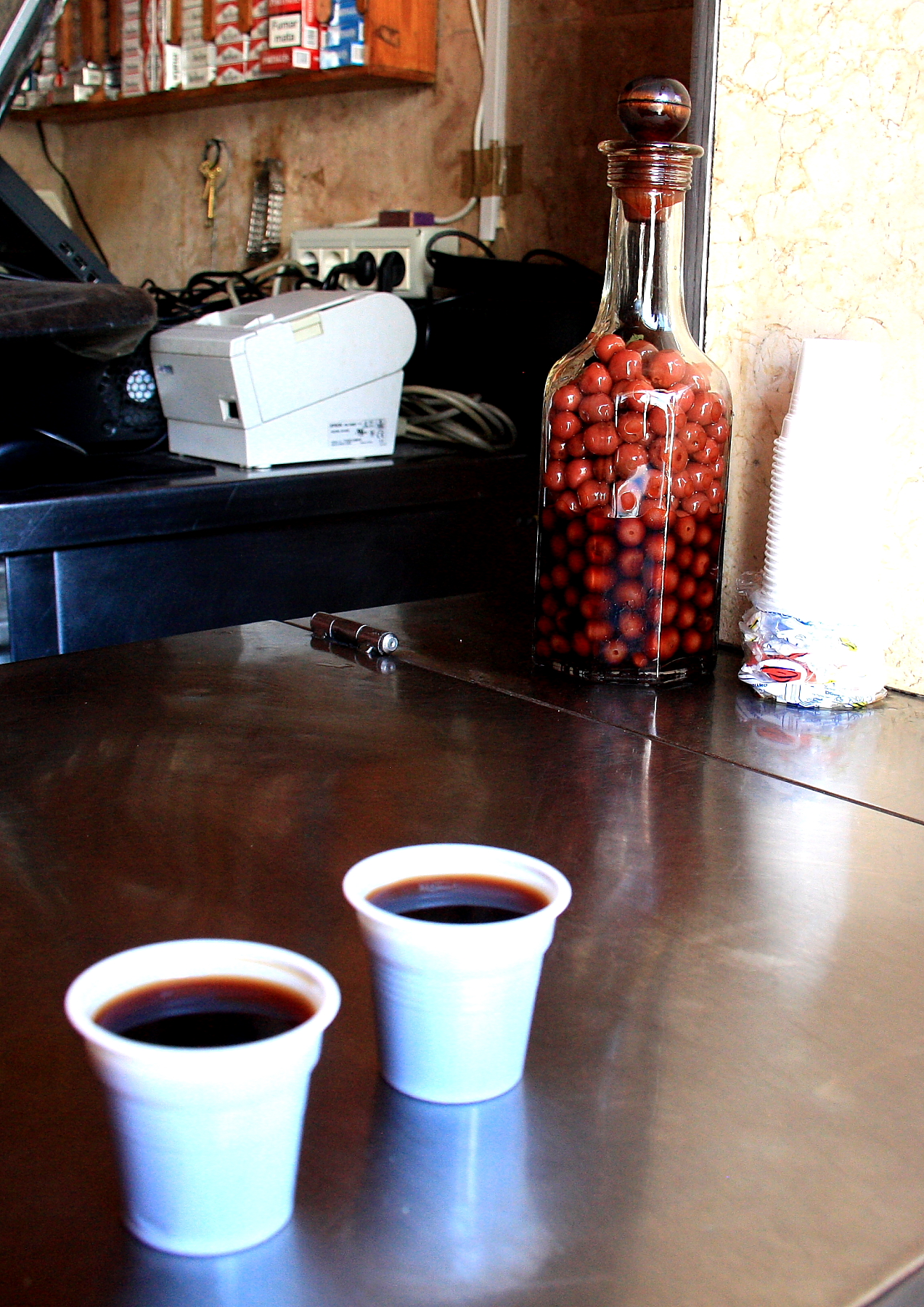
Ginjinha aux cerises dans un bar de Lisbonne.

- Agua Ardente
- Amarguinha
- Ginjinha
- Macieira
- Medronho
- Poncha

#### Bières
- Coral
- Cintra
- Cristal
- Imperial
- Sagres
- Super Bock
- Tagus

#### Jus de fruits
- Compal (orange, ananas, tomate, carotte, banane)
- Frisumo (orange, ananas)
- Frutol
- Santal (tomate, carotte, orange, banane, raisin)
- Sumol (orange, ananas, guarana, mangue)
- Sucol

#### Laits
- Agros
- Mimosa

#### Thé
- Thé au Portugal

### Pain
- Bolo do caco
- Broa de batate doce
- Broa de milho
- Broa de trigo
- Carcaças
- Pão de Carne

### Eaux minérales
- Aguas das Pedras, eau gazeuse
- Carvalhelhos
- Fastio
- Luso
- Serra da Estrela
- Vitalis